# Chimane (ethnie)
Pour les articles homonymes, voir Chimane.
Les Chimane ou Chimani sont une ethnie amérindienne de l'Amazonie bolivienne établie dans le sud du département de Beni. Leur langue, le chimane qui est toujours vivante appartient à la famille mosetenane qui constitue elle-même un isolat. Composée d'environ 17 000 membres, il s'agit de la seconde ethnie amérindienne par importance de l'Amazonie bolivienne.
Dès l'époque précolombienne, ils ont de multiples contacts avec les peuples amérindiens alentour. À l'époque coloniale, les missionnaires ne parviennent pas à les regrouper au sein de leurs missions. Durant la seconde moitié du XXe siècle, la mission évangélique New Tribes Mission s'implante chez certains d'entre eux. Ce contact génère de nombreux changements dans leur société auparavant exempte de structuration hiérarchique.
Les Chimane sont actuellement localisés sur le piémont andin, en particulier le long de la rivière Maniquí. On les retrouve dans les municipios de San Borja, San Ignacio de Moxos, Rurrenabaque et Santa Ana del Yacuma. Ils vivent au sein de petites communautés composées de 20 à 30 familles. Ils pratiquent la chasse, la pêche, la cueillette et une agriculture de subsistance.
Du fait de la conservation de leur langue et traditions, il existe un très fort sentiment de cohésion communautaire au sein de ce groupe. Leur organisation sociale se base sur les liens familiaux. Chaque communauté est dirigée par un corregidor, un Gran Concejo Chimane (« Grand conseil Chimane ») regroupe depuis 1992 toutes les communautés de la zone de San Borja. Les Chimanes disposent d'un territoire en propriété collective de 401 322 ha.
L'un des problèmes qui empêche cette population de jouir pleinement de ses droits civiques est le fait que les hommes n'ont pas de livret militaire. En effet, ils refusent d'effectuer le service militaire, s'éloigner de leurs terres étant selon leurs traditions l'une des pires choses pouvant survenir.